# María Tsukanova
María Nikitichna Tsukanova (en ruso: Мария Никитична Цука́нова; 14 de septiembre de 1924 – 14 de agosto de 1945) fue una médica militar soviética que sirvió en el 355.º Batallón Independiente de Infantería Naval de la Guardia de la Flota del Pacífico durante la Segunda Guerra Mundial. Después de su muerte en combate en agosto de 1945, recibió póstumamente el título de Héroe de la Unión Soviética el 14 de septiembre de 1945, convirtiéndose en la única mujer que luchó en la guerra soviético-japonesa en recibir dicho título.

## Biografía

### Infancia y juventud
Tsukanova nació el 14 de septiembre de 1924 en el seno de una familia de campesinos rusos en el distrito de Omsk de la RSFS de Rusia —actualmente situado en el óblast de Omsk en Rusia—. Su padre murió varios meses antes de que ella naciera y su madre era maestra de escuela. Su madre se volvió a casar cinco años después, antes de que la familia se mudara a Jakasia. Tanto su madre como su padrastro participaron activamente en su educación.
Después de completar la escuela primaria en Tashtyp, ingresó en la escuela secundaria, pero la abandonó en 1941, antes de completar su educación, después de la invasión alemana de la Unión Soviética, para trabajar como telefonista después de que su hermano y su padrastro fueran enviados al frente; su hermano pronto murió en combate, lo que provocó que ella enviara una solicitud para servir en el mismo regimiento en el que había luchado su hermano, pero su solicitud fue denegada. A partir de diciembre de 1941 trabajó como enfermera en un hospital de Rostov. En febrero de 1942, ella y el resto de su familia, que aún no estaban combatiendo en la guerra, fueron trasladados a Irkutsk, donde encontró trabajo en una planta de producción de aviones. Mientras trabajaba en la fábrica tomaba cursos de medicina, por esa época se unió al Komsomol.

### Segunda Guerra Mundial
En abril de 1942 solicitó nuevamente ser enviada al frente, pero después de la creación del destacamento naval femenino de la Flota del Pacífico en mayo por decreto del Comité de Defensa del Estado fue enviada al frente del Pacífico para luchar en la guerra soviético-japonesa como parte del 51.ª División de Artillería del sector de defensa costera de Shkotovsky, donde fue entrenada como señalizadora. Más tarde fue reasignada a las baterías de artillería n.º 100 y 419 como telémetro. En 1944 fue reasignada para recibir capacitación médica a la escuela de instructores médicos del Hospital Naval N.º 8 en Vladivostok, al finalizar sus estudios, fue asignada como ordenanza médica al 355.º Batallón independiente de Infantería Naval de la Guardia.
El batallón entró en intensos combates después del inicio de la Guerra soviético-japonesa, que comenzó el 9 de agosto de 1945; Varios días después de la invasión soviética de Manchuria, formó parte de un grupo de desembarco para tomar el control del puerto de Seishin (actual Chongjin, Corea del Norte). Muchos de los transportes utilizados en el desembarco fueron bombardeados por los japoneses, durante los cuales atendió a los soldados heridos en los ataques. Después del desembarco, brindó atención médica continua a los heridos y llevó a los soldados heridos y sus armas a la retaguardia. A lo largo de casi dos días de intensos combates, salvó la vida de unos 52 paracaidistas soviéticos. Después de ser gravemente herida en las piernas, hizo un vendaje improvisado pero se negó a que la evacuaran a la retaguardia. Después de correr por el campo de batalla hacia un grupo de soldados rodeados por los japoneses, disparando contra los combatientes enemigos con una ametralladora. La tarde del 15 de agosto, cuando el batallón se vio obligado a retirarse, un grupo de soldados establecieron una posición defensiva para cubrir la retirada del resto del batallón. Tsukanova, que se encontraba entre ese grupo de combatientes, fue capturada.
Según la hoja de concesión del título de Héroe de la Unión Soviética, Tsukanova, tras perder el conocimiento, fue capturada y después, los japoneses, la torturaron brutalmente para obtener información sobre la composición y objetivos de la fuerza de desembarco soviética, le arrancaron los ojos y la cortaron con cuchillos antes de enterrar su cuerpo mutilado envuelto en una manta.

## Condecoraciones y reconocimientos

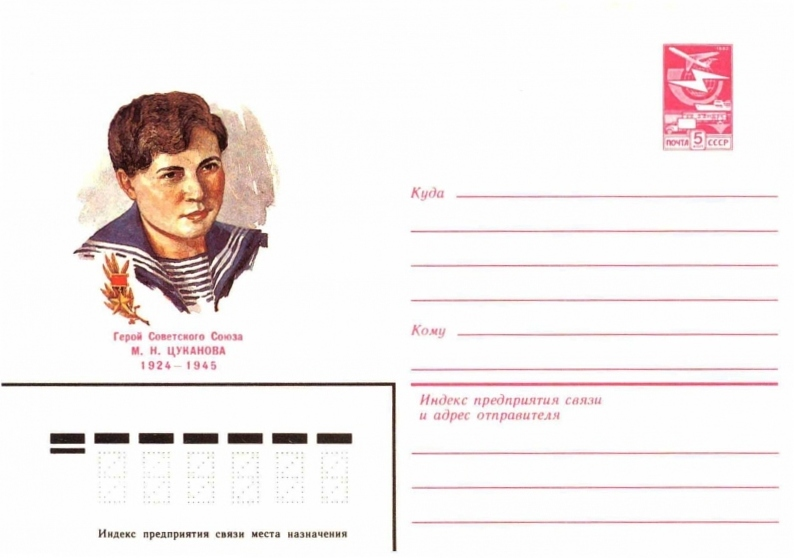
Sobre postal soviético de 1983 con el retrato de Tsukanova

Tsukanova recibió póstumamente el título de Héroe de la Unión Soviética y la Orden de Lenin por decreto del Presídium del Sóviet Supremo de la URSS, convirtiéndose en la primera (y única) mujer que combatió en la guerra soviético-japonesa en recibir el título; En la fosa común donde fue enterrada se construyó un monumento a los soldados soviéticos que murieron en la guerra soviético-japonesa, acompañado de un busto hecho a su imagen.
Las ciudades de Vladivostok, donde estudió medicina durante varios meses, y la ciudad de Fokino también contienen estatuas en su honor. En 1983, la URSS emitió un sobre con su retrato (en la foto). Numerosas calles de Abakán, Barnaúl, Fokino, Irkutsk, Krasnoyarsk y Omsk recibieron su nombre, además de una escuela y un barco de pesca. La placa conmemorativa junto a la llama eterna en Irkutsk en la calle Lenin enumera su nombre junto con los de otros héroes de la Unión Soviética que vivieron en la ciudad, así como numerosos otros monumentos, incluido el monumento de Vladivostok a los héroes de la Unión Soviética que lucharon en la guerra del Pacífico.